# Noclip
Noclip — это краудфандинговая медиа-студия, занимающаяся созданием документальных фильмов про видеоигры и развлекательную индустрию. Основанная Денни О’двайером, ирландским игровым журналистом и видео-продюсером в 2016 году. Компания получает финансирование через добровольные пожертвования на Patreon.

## История
До создания Noclip, Денни О’двайер заслужил признание и уважение индустрии, как хост и видео-продюсер на одном из самых больших по количеству трафика видеоигровых медиа — GameSpot, где он выступал ведущим таких шоу как «Escape from Mount Stupid», «Random Encounter», «The Point and The Lobby». Он был номинирован на звание «Самого популярного и быстрорастущего геймера года» на The Game Awards 2016. Незадолго до создания Noclip, Денни О’двайер был первым соведущим Kinda Funny's Game Daily Show, вместе с звездой индустрии Грегом Миллером.

Денни в процессе подготовки к съемке документального фильма про Horizon Zero Dawn.

5 сентября 2016 года О’двайер создает YouTube-канал «Noclip», а 12 сентября загружает трейлер, в котором говорит:

Геймеры заслуживают наш проект, который не только рассказывает об играх, но и отражает нашу страсть. Проект, который будет использовать все наши ресурсы, чтобы показывать то, как делаются, выпускаются и рекламируются игры и рассказывать о людях, кто в них играет. Мы покажем, то как игры влияют на нашу повседневную жизнь, расскажем истории, которые заставят нас гордится тем фактом, что мы геймеры.— 
Название канала происходит от «Noclip mode», чит-кода для видеоигр, позволяющего пользователям в некоторых играх ходить «сквозь стены», нарушая тем самым правила игры.
Всем стандартным способам монетизации контента Денни О’двайер предпочёл краудфандинг, исключив возможность каких-либо рекламных размещений в нативном или спонсорском формате. Таким образом, он показывает, что фокус проекта сделан не на монетизации, а на настоящем журнализме, а Patreon — это лишь возможность для аудитории, улучшить контент содержательно.
В декабре 2016 он сказал: «Самым важным в моей работе является возможность дать одинаковую возможность для больших и маленьких команд разработчиков показать свои продукты через проработанные и глубокие видео, качественную работу». Средства, необходимые для производства документальных фильмов собираются через краудфандинг на Patreon-канале, который, в свою очередь, является единственным способом монетизации проекта: в 2019 году студия зарабатывала около 23 000 $ в месяц, благодаря 5 000 активных спонсоров проекта.

## Цель
Проект декларирует своей целью создание новой культуры потребления игрового контента через документальные фильмы про создание игр и интервью с непосредственными разработчиками развлекательных продуктов.

## Документальные фильмы
Снимая документальные фильмы, Noclip придерживается главного и единственного правила — субъекты материала не имеют какой-либо власти и контроля над финальным результатом, который увидят зрители. Таким образом, команда Noclip имеет возможность создавать непредвзятые, независимые документальные фильмы. В ходе работы над материалом Денни О’двайер придерживается прозрачности в рабочем процессе и в первую очередь обеспечивает комфорт для студий и разработчиков, с которыми работает. Noclip не работает с рекламодателями и получает средства для содержания команды через краудфандинг.
Первый документальный фильм Noclip был посвящён крайне популярной и полюбившейся массовой публике Rocket League: игра была выбрана не просто так, она была разработана студией среднего размера, чем-то средним между AAA студией и инди-командой.
Второй большой проект был посвящён истории создания перезапуска серии Doom, открывая возможность увидеть ранее не показанные видео-материалы по Doom 4 и ранние наработки. Остальные работы были посвящены таким играм, как Final Fantasy XIV, Horizon Zero Dawn, The Witcher 3: Wild Hunt, Astroneer, играм от издателя Bethesda Game Studios, сервису GOG.com и таким личностям, как Джонатан Блоу, Джон Ромеро и Брендан «PlayerUnknown» Грин.